# 南部鶴姬
南部鶴姬（1836年10月22日—1865年1月19日）是八戶藩第9代藩主南部信順正室。父親是八戶藩第8代藩主南部信真。母親是側室菊。

## 生平
在八戶藩江戶藩邸出生，是信真第8個女兒。在天保9年（1838年）4月26日，鶴姬2歲，與薩摩藩藩主島津重豪的兒子，26歲的島津信順（之後的南部信順）訂婚，嘉永3年（1850年）6月15日，正式與信順結婚。文久3年（1863年）2月從江戶屋敷移往八戶城。元治元年（1864年）6月19日患病，於12月22日在八戶城内死去。被葬在八戶南宗寺。
鶴姬與信順是年紀相差很大的夫婦，兩人之間沒有兒子。信順與其側室之間則有南部榮信、邦次郎（早死）、八百姬（島津貴敦室）、仁姬（早死）、聖姬（早死）、慶姬（後來的董姬，櫛笥隆義之妻，後來成為加藤明實繼室）。
鶴姬的婚禮調度品被指定為青森縣重寶，現在八戶市博物館中被展示。

## 外部連結
- 菊牡丹唐草轡十字紋蒔絵漆器（页面存档备份，存于）（日語）（鶴姬的婚禮調度品）

- 唐草南部鶴紋蒔絵漆器（页面存档备份，存于）（日語）（鶴姬的婚禮調度品）